# 2012 no ciclismo
Cronologia do ciclismo
2011 no ciclismo - 2012 no ciclismo - 2013 no ciclismo
A recompilação do ano 2012 no ciclismo.

## Por mês

### Janeiro
- 4 de janeiro : Allan Davis (Mitchelton Wines/Lowe Farms) consegue a Jayco Bay Classic, composto de 4 critériums. Com 29 pts, avança Caleb Ewan (NSWIS), 17 anos e 28 pts, graça sobretudo a 2 vitórias de etapas, e Anthony Giacoppo (Bike Bug), 23 pts e vencedor de uma etapa.

- 6 de janeiro :
  - Paul Odlin (Subway) resulta Campeão da Nova Zelândia da contrarrelógio, avançando sua colega Sam Horgan e Jesse Sergent (RadioShack-Nissan).
  - O pistard francês Grégory Baugé feito o objeto de uma suspensão retroactiva, que o priva vitórias adquiridas em 2011 mas não de carreiras em 2012.[1]

- 8 de janeiro :
  - Simon Gerrans (GreenEDGE) é consagrado Campeão da Austrália. Avança Matthew Lloyd (Lampre-ISD) e Richie Porte (Team Sky).
  - Michael Vink (Mico Protrain) é o novo Campeão da Nova Zelândia, avançando Jame Williamson (PureBlack Racing) e Patrick Bevin (Bissell).

- 10 de janeiro : Luke Durbridge (GreenEDGE) avança sua colega e mantendo do título Cameron Meyer e Michael Rogers (Team Sky) para adjudicar-se o título de Campeão da Austrália da contrarrelógio.

- 13 de janeiro : durante a 1.ª fase da 3.º manga da Copa do Mundo de ciclismo em pista, a Pequim, as provas por equipas homens estão dominadas pelas russos, já que RusVelo avança o Austrália e a Nova Zelândia na a Perseguição por equipas, enquanto a Velocidade por equipas volta à formação Moscow Track, ante a China e a Nova Zelândia. O scratch está conseguido por Kirill Sveshnikov, avançando Albert Torres e Aliaksandr Lisouski. Nas mulheres, a Ucrânia adjudica-se a perseguição por equipas, avançando a Bielorrússia e Chinesa, Chinesa, que avança a Lituânia e o MAX Success Sports, se impõe na a velocidade por equipas, Lisandra Guerra ganha o 500 m ante Anastasia Voinova e Jingjing Shi, e Aksana Papko avança Katarzyna Pawłowska e Victoria Kondel para se adjudicar a corrida por pontos.

- 14 de janeiro : durante a 2.º fase da 3.º manga da Copa do Mundo de ciclismo em pista, nos homens, Peter Latham consegue a perseguição individual, avançando Mitchell Mulhern e Kévin Labèque, François Pervis adjudica-se o Keirin, ante Sergei Borisov e Andrew Taylor, e Glenn O'Shea avança Bryan Coquard e Nikias Arndt para impor-se no Omnium, enquanto a velocidade individual mulheres volta a Guo Shuang, que avança Simona Krupeckaitė e Junhong Lino.

- 15 de janeiro : durante a 3.º fase da 3.º manga da Copa do Mundo de ciclismo em pista, nos homens, Charlie Conord impõe-se durante a velocidade individual, ante Lei Zhang e Denis Dmitriev, enquanto o Americana volta à República Checa, que devence a Bélgica e a Espanha. Nas mulheres, Guo Shuang ganha o Keirin, avançando Simona Krupeckaitė e Daniela Grelui, enquanto Evgenia Romanyuta avança Li Huang e Meułgorzata Wojtyra para adjudicar-se o Omnium.
  - Zdeněk Štybar consegue a 7.º manga da Copa do mundo de ciclocross. Avança Kevin Pauwels e Radomír Šimůnek jr..

- 16 de janeiro : o Tribunal Arbitral do Desporto anunciou o adiamento do julgamento de Alberto Contador (Saxo Bank) para final de janeiro.[2]

- 22 de janeiro :
  - Simon Gerrans (GreenEDGE) adjudica-se o Tour Down Under, tomando assim a cabeça da UCI World Tour, no mesmo tempo que Alejandro Valverde (Movistar), vencedor da 5. ª etapa para o seu regresso de suspensão e que avança à adição dos lugares. Tiago Machado (RadioShack-Nissan) completa o pódio.
  - Kevin Pauwels ganha a 8.º e última manga da Copa do mundo de ciclocross, avançando Zdeněk Štybar e Klaas Vantornout. Com 590 pts, Kevin Pauwels, já líder, avança à classificação geral Sven Nys (540 pts) e Zdeněk Štybar (525 pts). Nas demais categorias, as Países Baixos dominem as classificações finals : nas mulheres, Daphny van den Brand e Marianne Vos assinem um duplicado, avançando o Estadounidense Katherine Compton ; Lars van der Haar tem dominado a categoria esperanças, ante sua comptriote Mike Teunissen e o Francês Julian Alaphilippe ; finalmente, nos juniores, Mathieu van der Poel avança os franceses Quentin Jauregui e Romain Seigle.
  - Damien Monier (Cofidis) está ferido, após ter sido atropelado por um carro no treinamento.[3]

- 29 de janeiro :
  - Marianne Vos consegue o seu 5.º título de campeã do mundo de ciclocross, um recorde.[4] Avança Daphny van den Brand e Sanne Cant.
  - Levi Leipheimer (Omega Pharma-Quick Step), vencedor da 4. ª etapa, impõe-se durante a Volta de San Luis, avançando Alberto Contador (Saxo Bank), vencedor do 3.º e 5. ª etapas, e Daniel Díaz (San Luis).

### Fevereiro
- 5 de fevereiro :
  - Vencedor da etapa 5.ºb, Jérôme Coppel (Saur-Sojasun) adjudica-se o Estrela de Bessèges. Avança Franck Vermeulen (Véranda Cortina-Súper U) e Riñón Taaramäe (Cofidis).
  - Andrew Fenn (Omega Pharma-Quick Step) impõe-se durante a primeira manga do Challenge de Mallorca, o Troféu Palma, avançando André Schulze (NetApp) e Alexander Porsev (Katusha).

- 6 de fevereiro :
  - Andrew Fenn (Omega Pharma-Quick Step) ganha o segundo cabo do Challenge de Mallorca, o Troféu Migjorn, ante Alexander Porsev (Katusha) e Matteo Pelucchi (Europcar).
  - Alberto Contador (Saxo Bank) está suspenso dois anos pelo Tribunal Arbitral do Desporto como consequência de seu controle positivo ao clenbuterol durante o Tour de France de 2010.[5][6]

- 7 de fevereiro : a equipa Team Sky localiza dois corredores no pódio da terceira série do Challenge de Mallorca, o Troféu Deià, pelo intermediário Lars Petter Nordhaug, vencedor, e Sergio Henao, terceiro. Rui Costa (Movistar) completa o pódio.

- 8 de fevereiro : a quarta série do Challenge de Mallorca, o Troféu Serra de Tramuntana, está anulada devido a neve.[7]

- 9 de fevereiro : Jan Ullrich está suspenso dois anos pelo Tribunal Arbitral do Desporto.[8]

- 10 de fevereiro : Tom Boonen (Omega Pharma-Quick Step) consegue o seu quarto Tour de Catar. Vencedor de duas etapas, avança Tyler Farrar (Garmin-Barracuda) e Juan Antonio Flecha (Team Sky).

- 18 de fevereiro : Moreno Moser (Liquigas-Cannondale) ganha o Troféu Laigueglia, avançando Miguel Ángel Rubiano (Androni Giocattoli-Venezuela) e Matteo Montaguti (AG2R La Mondiale).

- 19 de fevereiro :
  - Peter Velits (Omega Pharma-Quick Step) consegue o Tour de Omã, ante Vincenzo Nibali (Liquigas-Cannondale), vencedor uma etapa, e Tony Gallopin (RadioShack-Nissan).
  - Vencedor da 3. ª etapa (montanha) e da 5. ª etapa (contrarrelógio), Richie Porte (Team Sky) adjudica-se o Volta ao Algarve. Avança Tony Martin (Omega Pharma-Quick Step) e sua colega Bradley Wiggins, respectivamente 2.º e 1.º do contrarrelógio.
  - Jonathan Tiernan-Locke (Endura Racing), vencedor da 2. ª etapa, impõe-se no Tour du Haut-Var, avançando Julien El Fares (Type 1-Sanofi) e Julien Simon (Saur-Sojasun).

- 23 de fevereiro :
  - Alejandro Valverde (Movistar) ganha o Volta à Andaluzia, ante Riñón Taaramäe (Cofidis) e Jérôme Coppel (Saur-Sojasun).
  - Yoann Offredo (FDJ-BigMat) está suspenso 1 ano para 3 "no-shows".[9]

- 25 de fevereiro : Sep Vanmarcke (Garmin-Barracuda) impõe-se no Omloop Het Nieuwsblad. Avança Tom Boonen (Omega Pharma-Quick Step) e Juan Antonio Flecha (Team Sky).

- 26 de fevereiro :
  - Sprint em massa na Kuurne-Bruxelas-Kuurne, ganhado por Mark Cavendish (Team Sky), que avança Yauheni Hutarovich (FDJ-BigMat) e Kenny van Hummel (Vacansoleil-DCM).
  - Michael Matthews (Rabobank) adjudica-se ao sprint a Clássica de Almeria, avançando Borut Božič (Astana Pro Team) e Roger Kluge (Project 1t4i).
  - Triplicado italiano no Grande Prêmio de Lugano, conseguido em solitário por Eros Capecchi (Liquigas-Cannondale), enquanto Damiano Cunego (Lampre-ISD) regula o sprint do pelotão, a alguns segundos. Enrico Battaglin (Colnago-CSF Inox) completa o pódio.

- 29 de fevereiro :
  - Arnaud Démare (FDJ-BigMat) impõe-se ao Samyn, ante Kris Boeckmans (Vacansoleil-DCM) e Adrien Petit (Cofidis).
  - A UCI tem anunciado uma ajuda para o Volta à Catalunha, o Volta ao País basco e a Clássica de San Sebastián, 3 carreiras em dificuldades.[10][11]

### Março
- 3 de março : Fabian Cancellara (RadioShack-Nissan) impõe-se em solitário na Strade Bianche. Avança Maxim Iglinskiy (Astana Pro Team) e Oscar Gatto (Farnese Vini-Selle Italia).

- 4 de março :
  - Triplicado Sul-Americanos no Tour de Langkawi, onde o colombiano José Serpa (Androni Giocattoli-Venezuela), vencedor de 2 etapas, avança ao seu colega, o Venezuelano José Rujano, e seu compatriota Víctor Menino (Azad University).
  - Graças à sua vitória na 1.ª etapa, Nairo Quintana (Movistar) adjudica-se a Volta a Múrcia, avançando sobre Jonathan Tiernan-Locke (Endura Racing) e Wout Poels (Vacansoleil-DCM).

- 11 de março : vencedor da última etapa, Bradley Wiggins (Team Sky) consegue a Paris-Nice, ante Lieuwe Westra (Vacansoleil-DCM) e Alejandro Valverde (Movistar), todo dois vencedor de uma etapa. Valverde toma a cabeça da UCI World Tour.

- 13 de março : Vincenzo Nibali (Liquigas-Cannondale), vencedor da 5. ª etapa, vence a Tirreno-Adriático, avançando Christopher Horner (RadioShack-Nissan) e Roman Kreuziger (Astana Pro Team). Alejandro Valverde (Movistar) conserva a cabeça da UCI World Tour.

- 14 de março : Francesco Chicchi (Omega Pharma-Quick Step) impõe-se durante Nokere Koerse. Avança Kris Boeckmans (Vacansoleil-DCM) e Boy van Poppel (UnitedHealthcare).

- 16 de março : Francesco Chicchi (Omega Pharma-Quick Step) adjudica-se a Handzame Classic, avançando Adam Blythe (BMC Racing) e Marcel Kittel (Project 1t4i).

- 17 de março :
  - Simon Gerrans (GreenEDGE) consegue a Milão-Sanremo, regulando ao sprint seus 2 colegas de escapada, Fabian Cancellara (RadioShack-Nissan), autor de um muito gordo trabalho no final, e Vincenzo Nibali (Liquigas-Cannondale). Tomada assim a cabeça da UCI World Tour.
  - Florian Vachon (Bretagne-Schuller) ganha a Classic Loire-Atlantique, ante Mirko Selvaggi (Vacansoleil-DCM) e Sébastien Delfosse (Landbouwkrediet-Euphony).

- 21 de março : Niki Terpstra (Omega Pharma-Quick Step) impõe-se na Através de Flandres, avançando seu colega Sylvain Chavanel e Koen de Kort (Project 1t4i).

- 23 de março :
  - Tom Boonen (Omega Pharma-Quick Step) consegue o grande Prêmio E3. Avança Óscar Freire (Katusha) e Bernhard Eisel (Team Sky). Simon Gerrans (GreenEDGE) conserva a cabeça da UCI World Tour.
  - A UCI anuncia várias medidas de entidade.[12]

- 24 de março : vencedor da última etapa, Jan Bárta (NetApp) ganha a Semana internacional Coppi e Bartali, avançando ao seu colega Bartosz Huzarski e Diego Ulissi (Lampre-ISD), que se impõe na 2 etapas.

- 25 de março :
  - Tom Boonen (Omega Pharma-Quick Step) conserva o seu título na Gante-Wevelgem, avançando Peter Sagan (Liquigas-Cannondale) e Matti Breschel (Rabobank).
  - Vencedor dos 2 primeiras etapas, Michael Albasini (GreenEDGE) adjudica-se o Volta à Catalunha, ante Samuel Sánchez (Euskaltel-Euskadi), que se impõe na a 6. ª etapa, e Jurgen Van den Broeck (Lotto-Belisol). Simon Gerrans (GreenEDGE) conserva a cabeça da UCI World Tour.
  - Graças sobretudo à sua vitória no contrarrelógio, Cadel Evans (BMC Racing) consegue o Critérium internacional. Avança sobre Pierrick Fédrigo (FDJ-BigMat), vencedor da última etapa, e Michael Rogers (Team Sky).

- 29 de março : que se impõe na a última etapa, Sylvain Chavanel (Omega Pharma-Quick Step) se adjudica os Três Dias de Bruges–De Panne, avançando Lieuwe Westra (Vacansoleil-DCM) e Maciej Bodnar (Liquigas-Cannondale).

- 30 de março : Roberto Ferrari (Androni Giocattoli-Venezuela) impõe-se na a Route Adélie de Vitré, avançando Laurent Pichon (Bretaña-Schuller) e Julien Simon (Saur-Sojasun).

- 31 de março :
  - O Espanhol Daniel Moreno (Katusha) ganha o grande Prêmio Miguel Indurain. Avança seus compatriotas Mikel Landa (Euskaltel-Euskadi) e Ángel Madrazo (Movistar).
  - Pavel Brutt (Katusha) ganha o Hel van het Mergelland, ante Simon Geschke (Project 1t4i) e Daniel Schorn (NetApp).

### Abril
- 1.º abril :
  - Tom Boonen (Omega Pharma-Quick Step) avança ao sprint aos seus colegas de escapada Filippo Pozzato (Farnese Vini-Selle Italia) e Alessandro Ballan (BMC Racing) para conseguir a Volta à Flandres, e apoderar-se assim da cabeça da UCI World Tour. A anotar que se trata da primeira carreira de Argos-Shimano, novo nome do Project 1t4i.[13]
  - Roberto Ferrari (Androni Giocattoli-Venezuela) adjudica-se ao sprint a Flecha de Émeraude. Avança sobre Nacer Bouhanni (FDJ-BigMat) e Jimmy Engoulvent (Saur-Sojasun).

- 2 de abril : a Comissão das licenças da UCI anunciou que a equipa Saxo Bank fica no UCI World Tour.[14]

- 5 de abril : os Lotto-Belisol brilha no Grande Prêmio Pino Cerami, onde Gaëtan Bille se impõe ante Romain Feillu (Vacansoleil-DCM) e sua colega Jonas Van Genechten.

- 6 de abril :
  - Graças ao seu resultado na 3. ª etapa, Luke Durbridge (GreenEDGE), Manuele Boaro (Saxo Bank) e Nélson Oliveira (RadioShack-Nissan) dominamm a classificação geral do Circuito de la Sarthe.

- 7 de abril : a equipa basca Euskaltel-Euskadi consegue para a segunda vez (após 2003 com Iban Mayo) a Volta ao País basco, graças a Samuel Sánchez, que prevalece duas etapas. Sánchez avance sobre Joaquim Rodríguez (Katusha), luzido também vencedor de duas etapas, e Bauke Mollema (Rabobank).

- 8 de abril :
  - Tom Boonen (Omega Pharma-Quick Step) consegue, após uma cinquentena de quilómetros em solitário, Paris-Roubaix, seu 4.º, igualando o recorde de Roger De Vlaeminck.[15] reforçando igualmente seu primeiro posto do UCI World Tour. Sébastien Turgot (Europcar) e Alessandro Ballan (BMC Racing) completem o pódio.
  - Final dos mundiais de ciclismo em pista, que se desenvolveram em Melbourne : a Austrália e o Reino Unido dominem o quadro das medalhas, longe ante a Alemanha.[16]
  - Giovanni Visconti (Movistar) avança ao seu colega Alejandro Valverde e Igor Antón (Euskaltel-Euskadi) para adjudicar-se a Klasika Primavera.

- 9 de abril : Jan Bárta (NetApp) impõe-se em solitário na Volta à Colónia. Avança sobre Gediminas Bagdonas (An Post-Sean Kelly) e Tomasz Marczyńesqui (Vacansoleil-DCM).

- 10 de abril : Pierre-Luc Périchon (La Pomme Marseille) vence a Paris-Camembert, ante Cyril Bessy (Saur-Sojasun) e Jean-Marc Bideau (Bretagne-Schuller).

- 12 de abril : Juan José Haedo (Saxo Bank) consegue o grande Prêmio de Denain, avançando ao sprint Alex Rasmussen (Garmin-Barracuda) e Andrea Guardini (Farnese Vini-Selle Italia).

- 14 de abril : Julien Simon (Saur-Sojasun) ganha o Volta a Finistère, avançando sobre Samuel Dumoulin (Cofidis) e Jonathan McEvoy (Endura Racing).

- 15 de abril :
  - Enrico Gasparotto (Astana Pro Team) impõe-se no Amstel Gold Race, cujo final será também o teatro dos próximo mundial.[17] ante Jelle Vanendert (Lotto-Belisol) e Peter Sagan (Liquigas-Cannondale). Tom Boonen (Omega Pharma-Quick Step) conserva a cabeça da UCI World Tour.
  - Javier Moreno (Movistar) adjudica-se o Volta de Castela e Leão. Guillaume Levarlet (Saur-Sojasun) e Pablo Urtasun (Euskaltel-Euskadi) completam o pódio.
  - Triplicado italiano na Volta dos Apeninos, onde Fabio Felline (Androni Giocattoli-Venezuela) avança Gianluca Brambilla (Colnago-CSF Inox) e Francesco Reda (Acqua & Sapone).
  - Ryan Roth (SpiderTech-C10) consegue o Tro Bro Leon, avançando Benoît Jarrier (Véranda Cortina-Super U) e sua colega Guillaume Boivin.

### Maio
- 5 de maio : começo do Giro d'Italia.

- 27 de maio : final do Giro d'Italia conseguido pelo canadiano Ryder Hesjedal (Garmin-Barracuda).

### Junho
- 30 de junho : começo do Tour de France.

### Julho
- 28 de julho : final do Tour de France. O Britânico Bradley Wiggins (Team Sky) resulta o primeiro Britânico a impor nesta competição. Ganha ao seu colega e compatriota Christopher Froome bem como o italiano Vincenzo Nibali (Liquigas-Cannondale).

- 22 de julho : o cazaque Alexandre Vinokourov resulta Campeão olímpico em estrada que se impõe ao sprint ante o colombiano Rigoberto Urán. O Norueguês Alexander Kristoff completa o pódio regulando o sprint do primeiro pelotão.

### Agosto
- 2 de agosto : Reino Unido consegue o título olímpico de velocidade por equipas batendo o recorde do mundo.

- 14 de agosto : o cazaque Alexandre Vinokourov põe um termo à sua carreira por motivo da Clássico de San Sebastián, conseguida por Luis León Sánchez (Rabobank).

- 18 de agosto : começo da Volta a Espanha.

### Setembro
- 9 de setembro : final da Volta a Espanha.

### Outubro
- 3 de outubro : a UCI revela as 19 equipas candidatas a uma Licença WorldTour para a edição 2013 : os 18 equipas WorldTour actuais e Argos-Shimano.[18]

## Grandes voltas

### Volta a Itália
- Vencedor :  Ryder Hesjedal (Garmin-Barracuda)
  - 2.º :  Joaquim Rodríguez (Katusha)
  - 3.º :  Thomas De Gendt (Vacansoleil-DCM)
- Classificação por pontos :  Joaquim Rodríguez (Katusha)
- Melhor escalador :  Matteo Rabottini (Farnese Vini-Selle Italia)
- Melhor jovem :  Rigoberto Urán (Team Sky)
- Melhor equipa :  Katusha

### Tour de France
- Vencedor :  Bradley Wiggins (Team Sky)
  - 2.º :  Christopher Froome (Team Sky)
  - 3.º :  Vincenzo Nibali (Liquigas-Cannondale)
- Classificação por pontos : Peter Sagan (Liquigas-Cannondale)
- Melhor escalador :  Thomas Voeckler (Europcar)
- Melhor jovem :  Tejay van Garderen (BMC Racing)
- Melhor equipa :  (RadioShack-Nissan)
- Super-combativo :  Chris Anker Sørensen (Saxo Bank-Tinkoff Bank)

### Volta a Espanha
- Vencedor :  Alberto Contador (Saxo Bank-Tinkoff Bank)
  - 2.º :  Alejandro Valverde (Movistar)
  - 3.º :  Joaquim Rodríguez (Katusha)
- Classificação por pontos :  Alejandro Valverde (Movistar)
- Melhor escalador :  Simon Clarke (Orica-GreenEDGE)
- Classificação do combinado :  Alejandro Valverde (Movistar)
- Melhor equipa :  Movistar

## Principais clássicos
- Milão-Sanremo :  Simon Gerrans (GreenEDGE)
- Gante-Wevelgem :  Tom Boonen (Omega Pharma-Quick Step)
- Volta à Flandres :  Tom Boonen (Omega Pharma-Quick Step)
- Paris-Roubaix :  Tom Boonen (Omega Pharma-Quick Step)
- Amstel Gold Race :  Enrico Gasparotto (Astana Pro Team)
- Flecha Wallonne :  Joaquim Rodríguez (Katusha)
- Liège-Bastogne-Liège :  Maxim Iglinskiy (Astana Pro Team)
- Clássico donostiarra :  Luis León Sánchez (Rabobank)
- Giro de Lombardia :  Joaquim Rodríguez (Katusha)
- Paris-Tours :  Marco Marcato (Vacansoleil-DCM)

## Campeonatos

### Campeonatos mundiais

#### Campeonatos mundiais em estrada
| Contrarrelógio    | Ouro                              | Prata                             | Bronze                               |
| ----------------- | --------------------------------- | --------------------------------- | ------------------------------------ |
| Elites homens     | Tony Martin · Alemanha            | Taylor Phinney · Estados Unidos   | Vasil Kiryienka · Bielorrússia       |
| Elites mulheres   | Judith Arndt · Alemanha           | Evelyn Stevens · Estados Unidos   | Linda Villumsen · Nova Zelândia      |
| Esperanças homens | Anton Vorobyev · Rússia           | Rohan Dennis · Austrália          | Damien Howson · Austrália            |
| Juniores homens   | Oskar Svendsen · Noruega          | Matej Mohorič · Eslovênia         | Maximilian Schachmann · Alemanha     |
| Juniores mulheres | Elinor Barker · Reino Unido       | Cecilie Uttrup Ludwig · Dinamarca | Demi de Jong · Países Baixos         |
| Equipas homens    | Omega Pharma-Quick Step · Bélgica | BMC Racing · Estados Unidos       | Orica-GreenEDGE · Austrália          |
| Equipas mulheres  | Specialized-Lululemon · Alemanha  | Orica-AIS · Austrália             | Aa-drink-leontien.nl · Países Baixos |

| Ciclismo em estrada | Ouro                          | Prata                          | Bronze                            |
| ------------------- | ----------------------------- | ------------------------------ | --------------------------------- |
| Elites homens       | Philippe Gilbert · Bélgica    | Edvald Boasson Hagen · Noruega | Alejandro Valverde · Espanha      |
| Elites mulheres     | Marianne Vos · Países Baixos  | Rachel Neylan · Austrália      | Elisa Longo Borghini · Itália     |
| Esperanças homens   | Alexey Lutsenko · Cazaquistão | Bryan Coquard · França         | Tom Van Asbroeck · Bélgica        |
| Juniores homens     | Matej Mohorič · Eslovênia     | Caleb Ewan · Austrália         | Josip Rumac · Croácia             |
| Juniores mulheres   | Lucy Garner · Reino Unido     | Eline Brustad · Noruega        | Anna Zita Maria Stricker · Itália |

### Principais campeões nacionais em estrada
- África do Sul : Robert Hunter (Garmin-Barracuda)
- Alemanha : Fabian Wegmann (Garmin-Barracuda)
- Austrália : Simon Gerrans (GreenEDGE)
- Bélgica : Tom Boonen (Omega Pharma-Quick Step)
- Bielorrússia : Yauheni Hutarovich (FDJ-BigMat)
- Bulgária : Danail Petrov (Caja Rural)
- Canadá : Ryan Roth (SpiderTech-C10)
- Espanha : Francisco Ventoso (Movistar)
- Estados Unidos : Timothy Duggan (Liquigas-Cannondale)
- França : Nacer Bouhanni (FDJ-BigMat)
- Grã-Bretanha : Ian Stannard (Team Sky)
- Itália : Franco Pellizotti (Androni Giocattoli-Venezuela)
- Luxemburgo : Laurent Didier (RadioShack-Nissan)
- Noruega : Edvald Boasson Hagen (Team Sky)
- Países Baixos : Niki Terpstra (Omega Pharma-Quick Step)
- Rússia : Eduard Vorganov (Katusha)
- Suíça : Martin Kohler (BMC Racing)

## Principais óbitos
- 4 de março : Mauricio De Muer, ciclista e diretor desportivo francês. (° 4 de outubro  de  1921)
- 26 de maio : Arthur Decabooter, ciclista belga. (° 3 de outubro  de  1936)
- 9 de junho : Régis Clère, ciclista francês. (° 15 de agosto  de  1956)
- 12 de junho : Aldo Ronconi, ciclista italiano. (° 20 de setembro  de  1918)
- 5 de julho : Rob Goris, ciclista belga. (° 15 de março  de  1982)
- 9 de setembro : Désiré Letort, ciclista francês. (° 29 de janeiro  de  1943)
- 19 de setembro : Víctor Cabedo, ciclista espanhol. (° 15 de junho  de  1989)
- 14 de outubro : Kyle Bennett, especialista americano do BMX. (° 25 de setembro  de  1979)
- 19 de outubro : Fiorenzo Magni, ciclista italiano. (° 7 de dezembro  de  1920)
- 16 de dezembro : Iñaki Lejarreta, BTTista espanhol. (° 1 de setembro  de  1983)